# 稲葉誠治
稲葉 誠治（いなば せいじ、1917年4月13日 - 2001年11月20日）は、静岡県出身の元野球選手（投手）・監督。
旧姓「高塚」。

## 経歴
静岡の少年野球の強豪・掛川第一尋常高等小学校時代は全国大会に出場し、小学校の一学年上には享栄商業～巨人軍の名捕手・中山武がいた。
旧制岡崎中学校では捕手の佐藤武夫とのバッテリーで黄金期を作り上げ、1935年の夏の甲子園愛知大会では決勝で愛知商業に2-0で敗退。
慶應義塾大学に進学後は、1939年秋季と1940年春季のリーグ優勝に貢献し、1941年には東大戦でノーヒットノーランを達成するなど戦前の東京六大学リーグで活躍。
戦時中はニューギニアで陸軍伍長として兵役に就き、終戦後に帰国。その後は創成期の横浜高校監督を経て、1956年、母校・慶大の8代目監督に就任。1年目の春季では優勝を達成したが、長嶋茂雄擁する立大に後塵を拝したため1959年退任。
1960年からは日本通運浦和2代目監督に就任し、1964年には都市対抗で優勝に導き、東京五輪デモンストレーションゲームでも日通が母体となった全日本社会人選抜の監督を務めた。1970年には東京スポニチ大会でも全国優勝に導いたが、1973年勇退。
その後は流通経済大学の野球部創設に尽力し、初代監督（1977年 - 1978年）を務めた。当初はグランドの無い時期からのスタートで総合的な練習量が不足し、チームとしてのカラーが出来なかったが、グランドも整備されて目標に照準を合わせた1977年7月に東京新大学リーグへ加盟。1年目から秋季二部優勝に導き、翌春の一部昇格を達成した。
1979年からはプリンスホテルの初代監督に就任し、1984年には東京スポニチ大会で全国優勝を達成した。同年退任。その後は山形県教育委員会スポーツアドバイザー（1995年）も務めた。
2001年11月20日午後6時11分、心不全のため神奈川県横浜市金沢区の病院で死去。84歳没。

## 指導した主な選手

### 慶大監督時代
- 衆樹資宏（毎日オリオンズ・毎日大映オリオンズ→阪急ブレーブス→南海ホークス）
- 中田昌宏（阪急ブレーブス）
- 巽一（国鉄スワローズ・サンケイスワローズ・サンケイアトムズ・アトムズ・ヤクルトアトムズ）

### 日通浦和監督時代
- 渋谷誠司（国鉄スワローズ・サンケイスワローズ・サンケイアトムズ・アトムズ・ヤクルトアトムズ）
- 妻島芳郎（毎日大映オリオンズ・東京オリオンズ・ロッテオリオンズ）
- 竹之内雅史（西鉄ライオンズ・太平洋クラブライオンズ・クラウンライターライオンズ→阪神タイガース）
- 榊親一（東京オリオンズ・ロッテオリオンズ）
- 田中章（読売ジャイアンツ→西鉄ライオンズ・太平洋クラブライオンズ→大洋ホエールズ）
- 金田留広（東映フライヤーズ・日拓ホームフライヤーズ→ロッテオリオンズ→広島東洋カープ）

### プリンスホテル監督時代
- 石毛宏典（西武ライオンズ→福岡ダイエーホークス）
- 中尾孝義（中日ドラゴンズ→読売ジャイアンツ→西武ライオンズ）
- 金森栄治（西武ライオンズ→阪神タイガース→ヤクルトスワローズ）
- 住友一哉（近鉄バファローズ→阪神タイガース）
- 堀場秀孝（広島東洋カープ→横浜大洋ホエールズ→読売ジャイアンツ）
- 川村一明（西武ライオンズ→ヤクルトスワローズ）
- 高山郁夫（西武ライオンズ→広島東洋カープ→福岡ダイエーホークス）

## 関連情報

### 書籍
- 投手の育て方 技術と練習の指導（1974年、ベースボール・マガジン社）